# 문태영 (농구 선수)
문태영(文泰榮, 1978년 2월 10일 ~ )은 대한민국의 농구 선수이다. 한국계 미국인 출신으로 미국 이름은  그레고리 스티븐슨 문(Gregory Stevenson Mun)이며, 서울 삼성 썬더스의 포워드로 뛰었다.

## 선수 생활
2009년 KBL 귀화혼혈선수 드래프트에 참가하여 창원 LG 세이커스에 3순위로 지명되었고, 친형인 문태종도 2010년 KBL 귀화혼혈선수 드래프트에 참가하여 인천 전자랜드 엘리펀츠에 1순위로 지명되었다. 2010-11 시즌부터는 두 형제는 함께 한국프로농구에서 뛸 수 있게 되었다.
2010년 4월 당시 문태영은 미국 국적을 보유하고 있으며 아직 대한민국으로 귀화를 하지 않아 전태풍, 이승준 같은 다른 혼혈 농구 선수들과는 달리 2010년 아시안 게임 엔트리에 들지 못했다. 이후 2011년 7월 21일 형 문태종과 함께 대한민국 국적을 취득하였다. 2012-13 시즌부터 KBL 당시 제도의 의해 창원 LG 세이커스를 떠나 울산 모비스 피버스로 이적하게 되었다. 문태영은 울산 모비스 피버스에서 3년연속 우승에 공헌하였고 2014~2015시즌에는 소속팀 울산 모비스 피버스와의 3년 계약기간이 끝난 후 2016년 6월 FA를 통해 서울 삼성 썬더스로 이적했다.

## 소속팀
- 2009년 ~ 2012년 : 창원 LG 세이커스
- 2012년 ~ 2015년 : 울산 모비스 피버스
- 2015년 ~ 2020년 : 서울 삼성 썬더스